# Al'bert Demčenko
Al'bert Michajlovič Demčenko (in russo Альберт Михайлович Демченко?; traslitterazione anglosassone Albert Mikhailovich Demchenko; Čusovoj, 27 novembre 1971) è un ex slittinista russo, vincitore di tre medaglie d'argento alle olimpiadi, due nel singolo (a Torino 2006 e a Soči 2014) e una nella gara a squadre (nel 2014).
Prima della dissoluzione dell'Unione Sovietica (1991) ha gareggiato per la nazionale sovietica; ai XVI Giochi olimpici invernali di Albertville 1992 ha fatto parte della squadra unificata. È tra i pochi atleti ad aver partecipato ad almeno sette edizioni dei Giochi olimpici.
È il padre di Viktorija, a sua volta slittinista di alto livello.

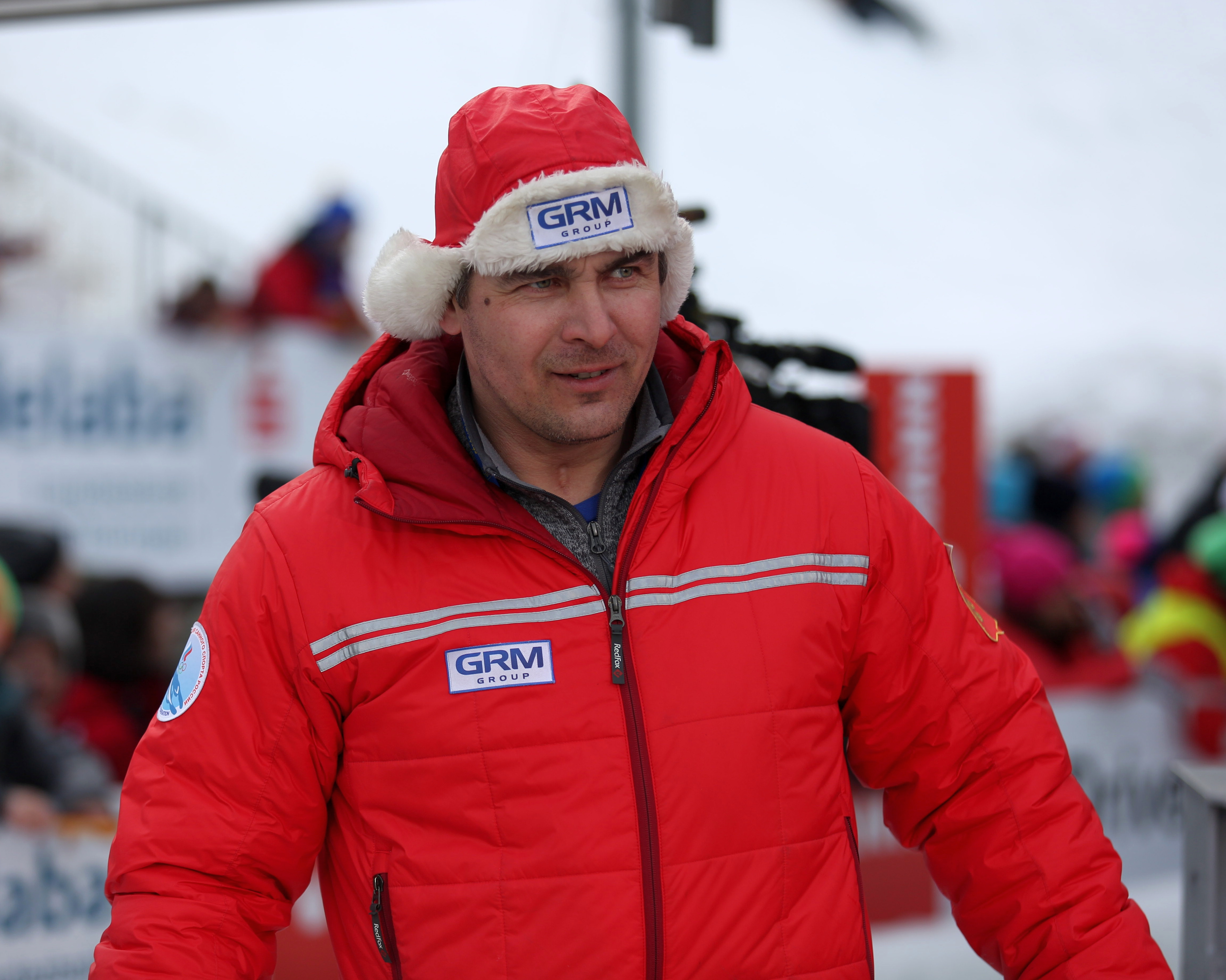
Demčenko in veste di capo-allenatore della nazionale russa ad Oberhof nel 2017

## Biografia
Iniziò a gareggiare per la nazionale sovietica nelle varie categorie giovanili nella specialità del doppio, ottenendo, quale miglior risultato, una medaglia d'argento ai campionati mondiali juniores di Winterberg 1990 in coppia con Aleksej Zelenskij.
A livello assoluto esordì in Coppa del Mondo nella stagione 1990/91 e, dopo la dissoluzione dell'Unione Sovietica, fece parte della squadra russa. Conquistò il primo podio il 17 novembre 1991 nel doppio ad Altenberg (2°) e la prima vittoria l'8 dicembre 2002 nel singolo ad Oberhof. In totale trionfò in diciassette tappe di coppa (comprendendo anche le prove a squadre) e vinse la classifica generale nella specialità del singolo nel 2004/05.
Partecipò a sette edizioni dei Giochi olimpici invernali, facendo segnare, insieme al saltatore giapponese Noriaki Kasai, il record per gli sport invernali (battuto poi da Kasai che raggiunse quota otto a Pyeongchang 2018): l'esordio avvenne ad Albertville 1992 dove si classificò all'ottavo posto nel doppio, a Lillehammer 1994 colse la settima piazza nel doppio e la nona nel singolo, quattro anni più tardi a Nagano 1998 giunse decimo nel doppio e non riuscì a portare a termine la gara del singolo; dalla stagione successiva abbandonò la specialità biposto e gareggiando nel singolo, sempre relative alle Olimpiadi, ottenne rispettivamente il quinto posto a Salt Lake City 2002, la medaglia d'argento a Torino 2006, la quarta posizione a Vancouver 2010 e nuovamente la medaglia d'argento a Soči 2014. In quest'ultima edizione vinse anche l'argento nella gara a squadre, in quella che fu la sua ultima competizione a livello internazionale. Il 22 dicembre 2017 la commissione disciplinare del Comitato Olimpico Internazionale prese atto delle violazioni alle normative antidoping compiute da Demčenko in occasione delle Olimpiadi di Soči, annullando conseguentemente i risultati ottenuti, obbligandolo a restituire le medaglie ricevute e proibendogli di partecipare a qualunque titolo a future edizioni dei Giochi olimpici. Successivamente il 1º febbraio 2018 il Tribunale Arbitrale dello Sport ha accolto il ricorso presentato dall'atleta russo revocando così tutte le sanzioni comminategli dal CIO e restituendogli quindi le medaglie conquistate.
Prese parte altresì a quindici edizioni consecutive dei campionati mondiali, aggiudicandosi due medaglie d'argento, entrambe ad Altenberg 2012, nella gara individuale e in quella a squadre; nel doppio invece il suo miglior risultato fu il quarto posto raggiunto ad Altenberg 1996 in coppia con Semën Kolobaev. Nelle rassegne continentali vinse due medaglie d'oro, a Winterberg 2006 ed a Sigulda 2010, e due d'argento nel singolo, una di bronzo nel doppio a Sigulda 1996 con Kolobaev ed altre due d'oro, a Paramonovo 2012 ed a Sigulda 2014, ed una di bronzo nella gara a squadre.
Dopo il ritiro è diventato dapprima allenatore della squadra giovanile russa e, successivamente alla vittoria del titolo mondiale di Semën Pavličenko nella quale ha avuto un ruolo importante, è stato nominato capo-allenatore della nazionale russa di slittino.

## Palmarès

### Olimpiadi
- 3 medaglie:
  - 3 argenti (singolo a Torino 2006; singolo, gara a squadre a Soči 2014).

### Mondiali
- 2 medaglie:
  - 2 argenti (singolo, gara a squadre ad Altenberg 2012).

### Europei
- 8 medaglie:
  - 4 ori (singolo a Winterberg 2006; singolo a Sigulda 2010; gara a squadre a Paramonovo 2012; gara a squadre a Sigulda 2014);
  - 2 argenti (singolo a Sigulda 1996; singolo a Cesana Torinese 2008);
  - 2 bronzi (doppio a Sigulda 1996; gara a squadre ad Oberhof 2013).

### Mondiali juniores
- 1 medaglia:
  - 1 argento (doppio a Winterberg 1990).

### Coppa del Mondo
- Vincitore della Coppa del Mondo nella specialità del singolo nel 2004/05.
- 51 podi (39 nel singolo, 2 nel doppio, 10 nelle gare a squadre):
  - 17 vittorie (15 nel singolo, 2 nella gara a squadre);
  - 16 secondi posti (12 nel singolo, 1 nel doppio, 3 nelle gare a squadre);
  - 18 terzi posti (12 nel singolo, 1 nel doppio, 5 nelle gare a squadre).

#### Coppa del Mondo - vittorie
| Data             | Luogo                | Paese    | Disciplina                                                                  |
| ---------------- | -------------------- | -------- | --------------------------------------------------------------------------- |
| 8 dicembre 2002  | Oberhof              | Germania | Singolo                                                                     |
| 21 novembre 2004 | Sigulda              | Lettonia | Singolo                                                                     |
| 2 gennaio 2005   | Oberhof              | Germania | Singolo                                                                     |
| 6 gennaio 2005   | Schönau am Königssee | Germania | Singolo                                                                     |
| 23 gennaio 2005  | Winterberg           | Germania | Singolo                                                                     |
| 6 novembre 2005  | Sigulda              | Lettonia | Singolo                                                                     |
| 10 dicembre 2005 | Calgary              | Canada   | Singolo                                                                     |
| 7 gennaio 2007   | Schönau am Königssee | Germania | Singolo                                                                     |
| 6 gennaio 2008   | Schönau am Königssee | Germania | Singolo                                                                     |
| 17 febbraio 2008 | Sigulda              | Lettonia | Singolo                                                                     |
| 7 dicembre 2008  | Sigulda              | Lettonia | Singolo                                                                     |
| 13 dicembre 2009 | Lillehammer          | Norvegia | Singolo                                                                     |
| 3 gennaio 2010   | Schönau am Königssee | Germania | Singolo                                                                     |
| 13 febbraio 2011 | Paramonovo           | Russia   | Singolo                                                                     |
| 20 febbraio 2011 | Sigulda              | Lettonia | Gara a squadre con Tat'jana Ivanova, Vladislav Južakov e Vladimir Machnutin |
| 16 dicembre 2012 | Sigulda              | Lettonia | Singolo                                                                     |
| 19 gennaio 2014  | Altenberg            | Germania | Gara a squadre con Tat'jana Ivanova, Vladislav Južakov e Vladimir Machnutin |